# Dyakiidae
Dyakiidae (лат.) — семейство лёгочных улиток из надсемейства Trochomorphoidea, ранее выделялось в отдельное надсемейство Dyakioidea.
Эндемики региона Сундаланд.
Характерная черта представителей семейства — совокупительная сумка сдвинута к основанию стимулятора.

## Классификация
На январь 2018 года в семейство включают 13 родов:
- Asperitas Gude, 1911
- Bertia Ancey, 1887
- Dyakia Godwin-Austen, 1891 [syn. Semperia Godwin-Austen, 1898]
- Elaphroconcha Gude, 1911
- Everettia Godwin-Austen, 1891
- Inozonites Pfeffer, 1883
- Kalamantania Laidlaw, 1931
- Phuphania C. Tumpeesuwan, Naggs & Panha, 2007
- Pliotropis Möllendorff, 1899
- Pseudoplecta Laidlaw, 1932
- Quantula H. B. Baker, 1941
- Rhinocochlis Thiele, 1931
- Sasakina B. Rensch, 1930 [syn. Sasakia B. Rensch, 1930]

В семействе представлены несколько видов улиток с левозакрученными раковинами и вид Quantula striata — единственное светящееся сухопутное брюхоногое.